# Liste von Kunstwerken im öffentlichen Raum in Kamp-Lintfort
Die Liste von Kunstwerken im öffentlichen Raum in Kamp-Lintfort gibt einen Überblick über Kunst im öffentlichen Raum, unter anderem Skulpturen, Plastiken, Landmarken und andere Kunstwerke in Kamp-Lintfort, Kreis Wesel. Es besteht kein Anspruch auf Vollständigkeit.

## Kunstwerke in Kamp-Lintfort
| Bezeichnung         | Standort                      | Koordinate                      | errichtet | Künstler         | Anmerkungen                                                                                                | Bild |
| ------------------- | ----------------------------- | ------------------------------- | --------- | ---------------- | --- | ---- |
| Aquamobil           | vor dem Rathaus               | 51° 30′ 12,7″ N, 6° 32′ 51,7″ O | 1982      | Gottfried Gruner | Neben dem Aquamobil in Kamp-Lintfort, schuf der Künstler 63 weitere "Aquamobile" in verschiedenen Städten. |      |
| Der Bergarbeiter    | Am Rathaus / Kamperdickstraße | 51° 30′ 13,7″ N, 6° 32′ 54,2″ O |           |                  | Bronzeskulptur eines Bergarbeiters                                                                         |      |
| 100 Jahre Bergbau   | Moerser Straße                | 51° 30′ 16,1″ N, 6° 32′ 31,3″ O | 2006      |                  | Seilscheibe und Loren zur Erinnerung an 100 Jahre Bergbau in Kamp-Lintfort.                                |      |
| Bauern Relief       | Friedrich-Heinrich-Allee      | Koordinaten fehlen! Hilf mit.   |           |                  | |      |
| Bergarbeiter Relief | Friedrich-Heinrich-Allee      | Koordinaten fehlen! Hilf mit.   |           |                  | [ 1 ] |      |